# Cotycuara crinita
Espèce
Cotycuara crinita est une espèce de coléoptères de la famille des Cerambycidae. Elle a été décrite par Maria Galileo (d) et Ubirajara Martins (d) en 2005

## Répartition
Cotycuara crinita se rencontre au Costa Rica et au Panama.